# Depsipeptide
Un depsipeptide est un peptide dans lequel une ou plusieurs des liaisons amide (-CONH-) sont remplacées par des liaisons ester (-COO-).

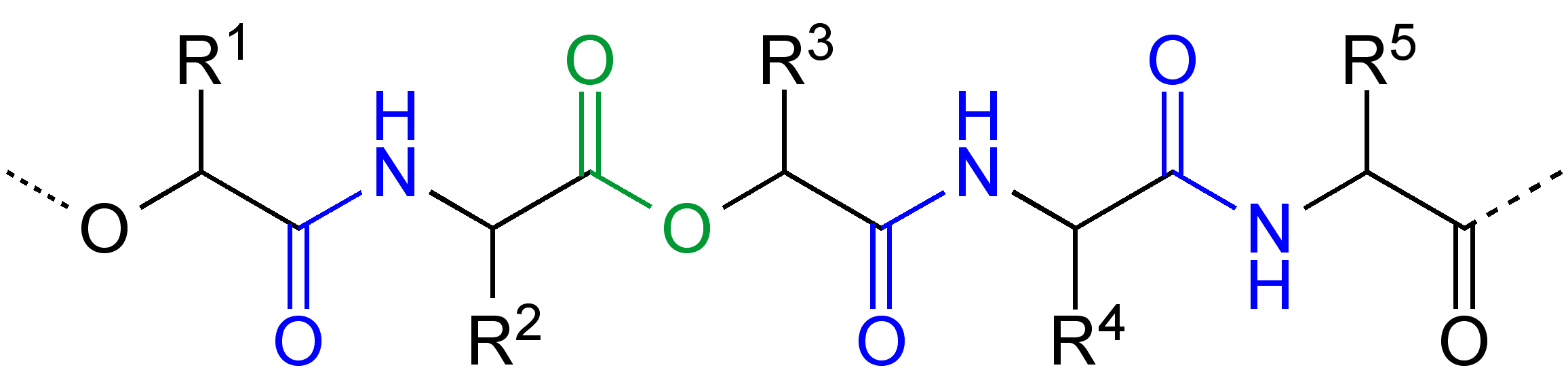
Depsipeptide

Les depsipeptides sont communément utilisées en recherche pour sonder l'importance des réseaux de liaisons hydrogène dans la cinétique et la thermodynamique du repliement des protéines. Ils se trouvent aussi dans la nature en tant que produits naturels. Un exemple notable est le motif L-Lys-D-Ala-D-Lac qui se trouve dans les constituants de la membrane cellulaire des bactéries résistantes à la vancomycine. La mutation d'amide à ester interrompt son réseau de liaisons hydrogène avec la vancomycine, qui est la clef de son activité antibiotique.

## Médecine
Depsipeptide réfère aussi à la romidepsine, qui est membre de la classe des peptides bicycliques des inhibiteurs d'histone déacétylase qui a d'abord été isolée comme produit de fermentation de Chromobacterium violaceum par la compagnie pharmaceutique Fujisawa. Elle est utilisée dans le traitement de certains cancers où l'on croit qu'elle réactive des gènes latents.
Le depsipeptide étamycine, un produit naturel nouvellement isolé à partir d'un actinomycète marin, démontre une activité in vitro et chez la souris contre le MRSA. On lui observe un rôle positif dans l'expression des gènes en 1990. Un essai clinique a été mené en 1996 pour le lymphome à cellules T.